# Connor De Phillippi
Connor De Phillippi, né le 25 décembre 1992 à San Clemente aux États-Unis, est un pilote automobile américain.

## Carrière

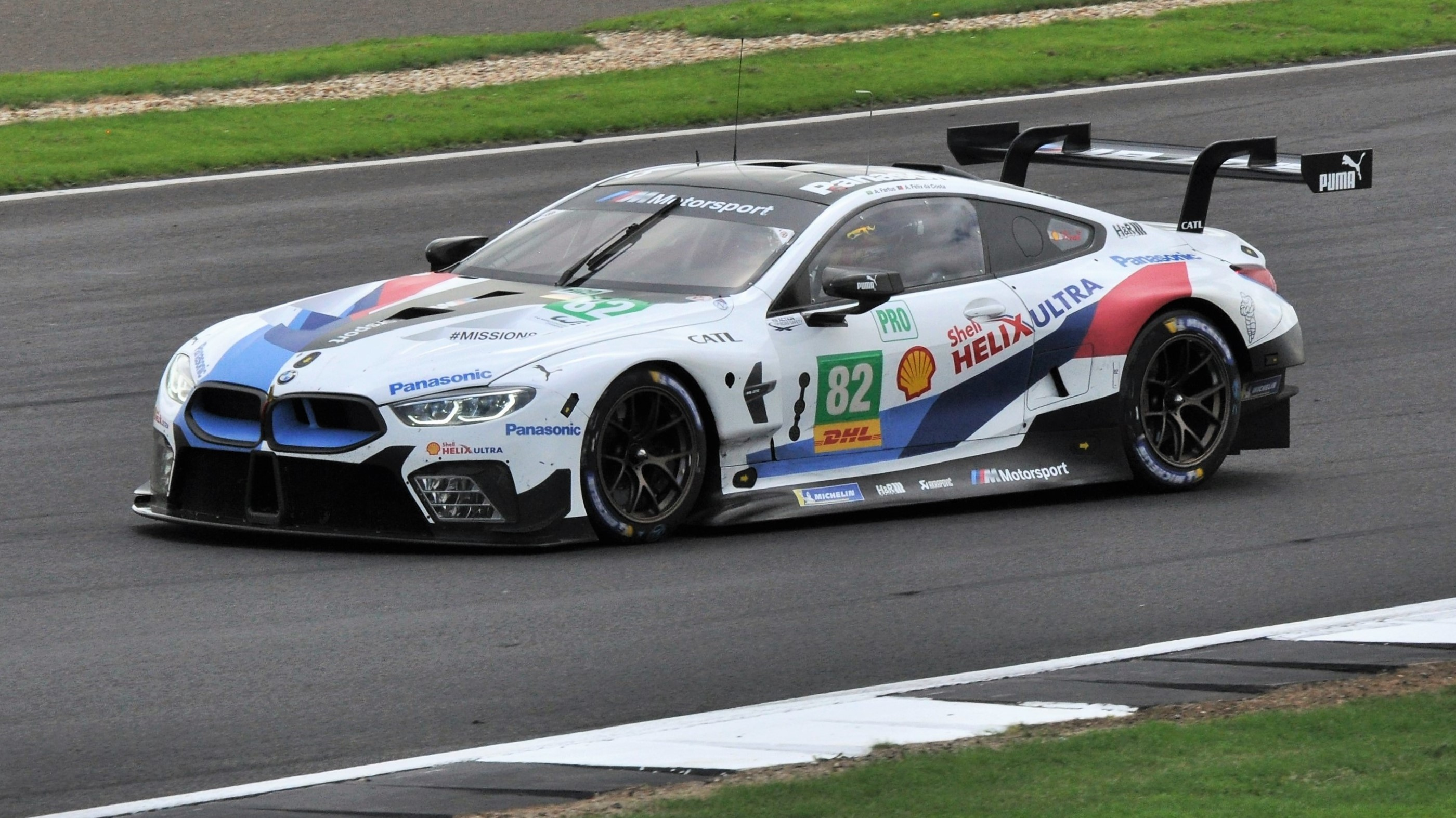
BMW M8 GTE

En 2018, Connor De Phillippi a rejoint l'écurie BMW Team RLL afin de participer au championnat United WeatherTech SportsCar Championship aux mains d'une BMW M8 GTE dans la catégorie LMGTE. Cette saison s'est soldée par des victoires aux GT Challenge at VIR et aux Monterey Grand Prix et deux secondes places aux 12 Heures de Sebring et aux Sports Car Challenge. Il finira ainsi le championnat pilote en 6e position.
En 2019, Connor De Phillippi a continué son engagement avec l'écurie BMW Team RLL fin de participer au championnat United WeatherTech SportsCar Championship.

## Palmarès

### ADAC GT Masters
| Année | Ecurie                          | Châssis     | Moteur              | 1     | 1      | 2      | 2     | 3     | 3        | 4        | 4     | 5      | 5     | 6     | 6     | 7     | 7     | Position | Points |
| ----- | ------------------------------- | ----------- | ------------------- | ----- | ------ | ------ | ----- | ----- | -------- | -------- | ----- | ------ | ----- | ----- | ----- | ----- | ----- | -------- | ------ |
| 2016  | Montaplast avec Land Motorsport | Audi R8 LMS | Audi 5,2 l V10 Atmo | OSC 2 | OSC 2  | SAC 2  | SAC 7 | LAU 6 | LAU 3    | RBR Abd. | RBR 6 | NÜR 18 | NÜR 1 | ZAN 2 | ZAN 4 | HOC 2 | HOC 8 | 1re      | 168    |
| 2017  | Montaplast avec Land Motorsport | Audi R8 LMS | Audi 5,2 l V10 Atmo | OSC 3 | OSC 10 | LAU 18 | LAU 2 | RBR 8 | RBR Abd. | ZAN 12   | ZAN 1 | NÜR 17 | NÜR 6 | SAC 1 | SAC 9 | HOC 2 | HOC 8 | 3e       | 120    |

### WeatherTech SportsCar
| Année | Ecurie                          | Châssis                | Moteur                    | Classe | 1      | 2     | 3     | 4     | 5     | 6     | 7     | 8     | 9     | 10    | 11    | 12    | Position | Points |
| ----- | ------------------------------- | ---------------------- | ------------------------- | ------ | ------ | ----- | ----- | ----- | ----- | ----- | ----- | ----- | ----- | ----- | ----- | ----- | -------- | ------ |
| 2014  | Park Place Motorsports          | Porsche 911 GT America | Porsche 4,0 l Flat-6 Atmo | GTD    | DAY 13 | SEB   | LGA   | BEL   | WGL   | MOS   | IMS   | ELK   | VIR   | AUS   | ATL   |       | 131e     | 1      |
| 2015  | Mühlner Motorsports America     | Porsche 911 GT America | Porsche 4,0 l Flat-6 Atmo | GTD    | DAY 15 | SEB   | LGA   | BEL   | WGL   | LIM   | ELK   | VIR   | AUS   | ATL   |       |       | 60e      | 1      |
| 2016  | Stevenson Motorsports           | Audi R8 LMS            | Audi 5,2 l V10 Atmo       | GTD    | DAY    | SEB 8 | LGA   | BEL   | WGL   | MOS   | LIM   | ELK   | VIR   | AUS   | ATL   |       | 65e      | 1      |
| 2017  | Montaplast avec Land Motorsport | Audi R8 LMS            | Audi 5,2 l V10 Atmo       | GTD    | DAY 2  | SEB 4 | LBH   | AUS   | BEL   | WGL   | MOS   | LIM   | ELK   | VIR   | LGA   | ATL 1 | 28e      | 96     |
| 2018  | BMW Team RLL                    | BMW M8 GTE             | BMW S63 4,0 l V8 Bi-Turbo | GTLM   | DAY 9  | SEB 2 | LBH 8 | MOH 2 | WGL 7 | MOS 7 | LIM 7 | ELK 6 | VIR 1 | LGA 1 | ATL 4 |       | 6e       | 304    |
| 2019  | BMW Team RLL                    | BMW M8 GTE             | BMW S63 4,0 l V8 Bi-Turbo | GTLM   | DAY 1  | SEB 7 | LBH 7 | MOH 4 | WGL 7 | MOS 4 | LIM 7 | ELK 5 | VIR 7 | LGA 5 | ATL   |       | 6e*      | 263*   |

N.B. * Saison en cours. Les courses en " gras  'indiquent une pole position, les courses en "italique" indiquent le meilleur tour de course.